# 古希臘建築
米諾斯時期，邁錫尼時期到西元前7世紀間的希臘建築存世较少，而當時的城市的生活和繁榮剛好足夠承擔公共建築。許多在殖民時期（西元前8－6世紀）的古希臘建築物都是用木材或泥磚或者黏土造的，除了少數的地基幾乎沒有任何建築被留到現在，對於這些剛萌芽的建築也幾乎沒有文獻記載和描述。
一些常見的古希臘建築材料像是木材，用來支撐和當作屋梁；特別是許多民宅，將未燒結的磚用來築牆；而石灰岩和大理石被用來做寺廟和公共建築的柱子，牆壁和上半部份的建築；陶瓦（terracotta）用做屋瓦和裝飾；而金屬，特別是青銅，被用在裝飾的細節部份。古風和古典時期的建築師使用這些材料來建造宗教、公共、民生、喪葬或休憩，這五種類型的建築。

## 歷史

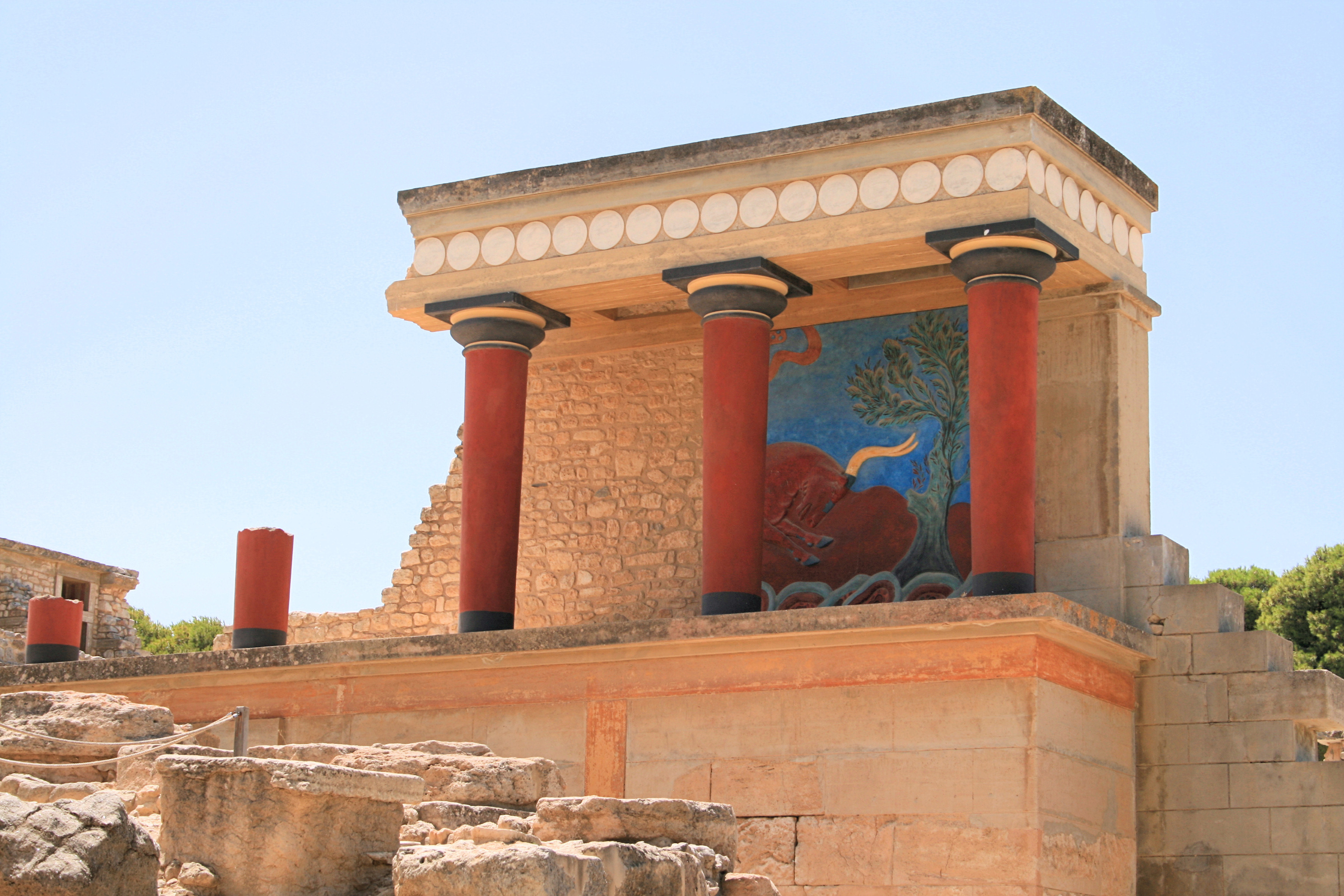
克諾索斯復原一角

大約在西元前600年，奧林匹亞古老的赫拉神廟的木造柱子經歷了稱為石化（petrification）的材料變革，所有的柱子都被換成石造的。神廟的其他部件也很大程度的被石化。
大部分我們對於古希臘建築的了解都是來自於古風時期（Archaic period）晚期（西元前550－500年）、伯里克利時代（Periclean age，西元前450－430年）和古典時期（Classical period，西元前430－400年）之間。希臘化時代和古羅馬時期（古羅馬建築大量複製自希臘），和後來的文獻來源，例如維特魯威（Vitruvius，西元1世紀）。結果讓建築強烈傾向神廟─唯一留存下來一些數量的建築物。
就如希臘的繪畫和雕塑，前半古典時期的希臘建築在現代看來並不是為藝術而藝術（art for art's sake）的行為。建築師被政府或是富裕的私人客戶僱請。建築師同時也是建築承包商，當時還沒有區分這兩個職位。建築師必須設計建築物，並且雇用工人和工匠建造，還要負責預算並且在一定時間內完成。相對於現在的公共建築師，當時的建築師並不享有任何崇高的地位。甚至在5世紀前的建築師的名字都不為人知。例如設計帕德嫩神廟的伊克提諾斯（Iktinos），在今日可能會被當做像是天才一樣的來看待，但是在他終其一生被對待不過像個非常有價值的工匠罷了。

## 神廟構造與風格

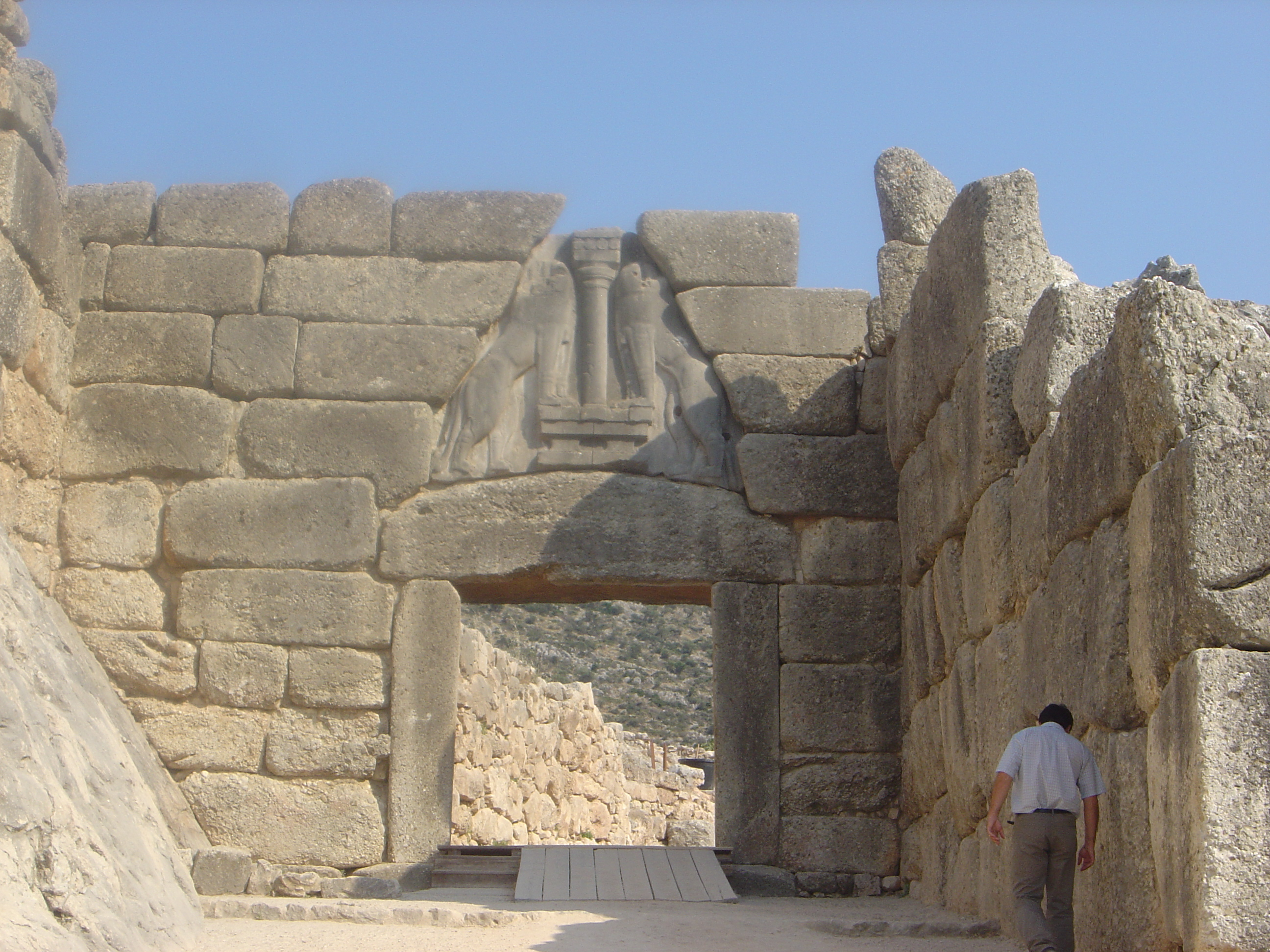
邁錫尼獅子門

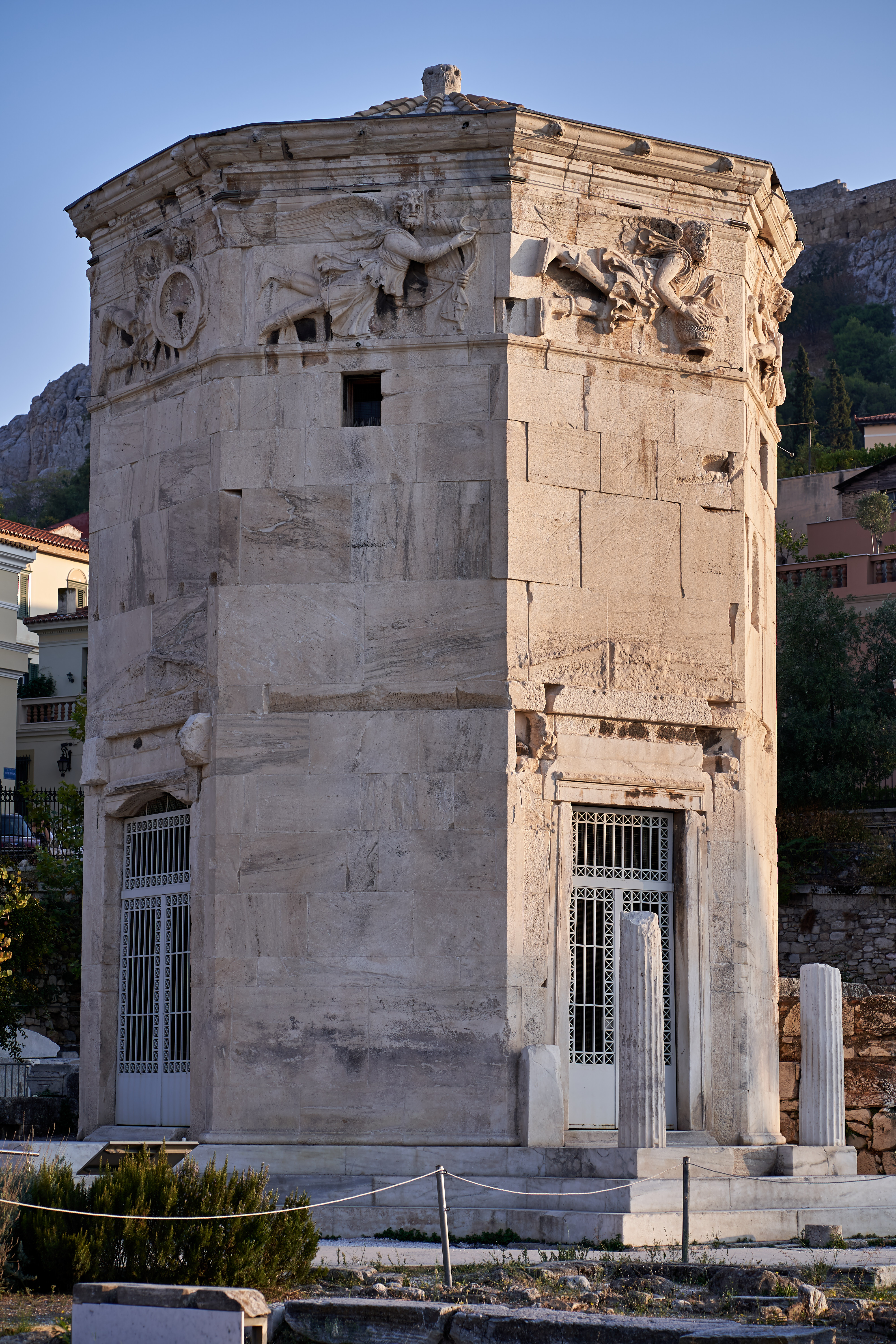
風之塔

像是在雅典的帕德嫩神廟和赫菲斯托斯神廟，與在阿格里真托的賽利農特（Selinus）神廟群和聖所，都是為人所知留存的標準類型的希臘公共建築物的例子。大部分的建築物都是矩形的，並且用石灰岩或是凝灰岩建造的。這類的石材在希臘相當豐富，會先被切成大石塊並且稍做修飾。大理石在希臘是相當昂貴的建材：高品質的大理石必須從阿提卡的潘提里山（Pentelicus）或一些島嶼例如帕羅斯島（Paros）取得，而運送這些大石塊並不容易。大部分的大理石都用做雕塑裝飾，不會用來建築，除非是在古典時期的偉大建築，像是帕德嫩神廟。
例如帕德嫩神廟的矩形基底四面圍繞的列柱稱為圍柱列（peristyle）；而只有前後，兩旁沒有列柱的建築稱為兩排柱式（amphiprostyle），像是雅典娜勝利女神殿；有些建築物前面突出的柱列稱為前柱式（prostyle）；而有些從建築物正面延伸到中庭的列柱稱為門廊（pronaos）。希臘人會在屋頂上木頭橫樑，並且鋪上陶瓦，或者偶爾鋪上大理石板。他們知道石拱的原理但甚少使用，也沒有將圓頂蓋在他們的建築物上；這些東西後來留給了羅馬人使用。
低矮的山形屋頂會在建築物的末端留下三角形的剖面，山形牆（pediment）通常會用雕塑裝飾。在屋頂與列柱楣樑間形成部份稱為檐部（entablature）。過梁外露的部份提供的雕塑的空間叫做帶飾（frieze）。帶飾的裝飾由排檔間飾和三槽線飾帶構成。沒有任何古希臘建築上的雕塑還完好如初，但是在現今許多仿造古希臘的建築上還看的到這種裝飾。

## 希臘公共建築
神廟算的上是最普遍而且為人所知的希臘公共建築。但神廟的功能和現今的教堂不同，祭壇通常就直接設在神廟後方的戶外。神廟就像個儲藏室一樣，放置著許多和求神問卜有關的寶物還有例如雕像、頭盔和武器這些的祈願物（votive offering）。而神廟內的房間內殿（cella）則主要當作保險庫或是儲藏庫，通常沿著列柱排列。
其他希臘人使用的建築結構包括圓頂和圓形建築，例如位於德爾斐供奉雅典娜的泰奧多勒斯圓形建築（Tholos of Theodorus）；山門（propylon）則構成了神殿的出口（目前保存最完善的例子在雅典衛城）；噴泉屋是婦女在他們的花瓶裝水的地方。

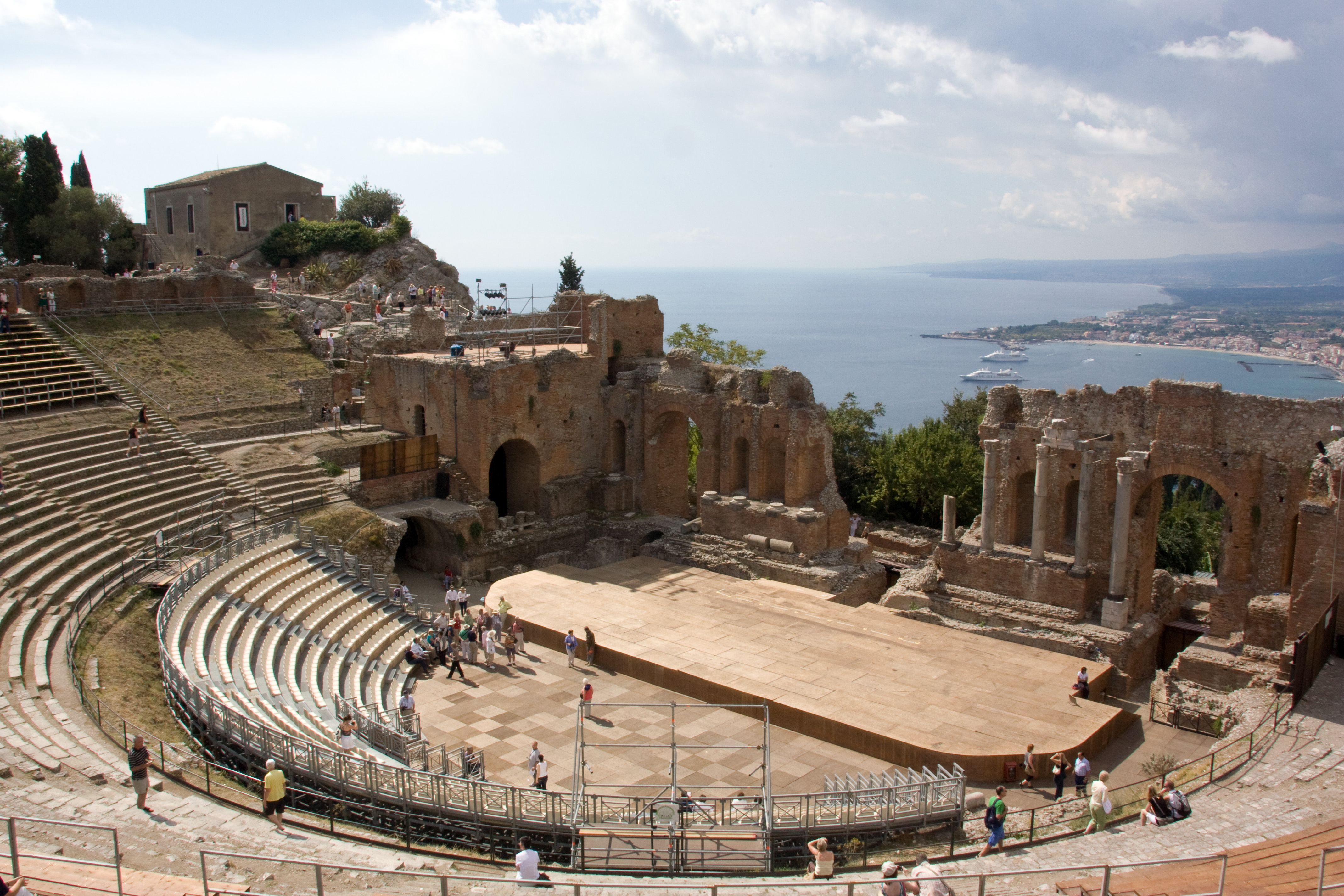
陶爾米納古希臘劇場